# Кринчешть
Кринчешть, Кринчешті (рум. Crâncești) — село у повіті Біхор в Румунії. Входить до складу комуни Добрешть.
Село розташоване на відстані 399 км на північний захід від Бухареста, 37 км на південний схід від Ораді, 102 км на захід від Клуж-Напоки, 141 км на північний схід від Тімішоари.

## Населення
За даними перепису населення 2002 року у селі проживали 542 особи, усі — румуни. Усі жителі села рідною мовою назвали румунську.